# Albert Torres
Albert Torres Barceló (Ciutadella de Menorca, 26 aprile 1990) è un ciclista su strada e pistard spagnolo, che corre per la Movistar Team. 
Su pista è stato campione del mondo 2014 dell'americana in coppia con David Muntaner.

## Palmarès

### Pista
- 2008

Campionati europei Juniores e Under-23, Inseguimento individuale Juniores
Campionati spagnoli, Inseguimento a squadre (con Miquel Alzamora, David Muntaner e Antonio Tauler)
- 2010

Campionati spagnoli, Americana (con David Muntaner)
- 2011

Campionati spagnoli, Corsa a punti Under-23
Campionati spagnoli, Inseguimento a squadre (con David Muntaner, Jaime Muntaner e Vicente Pastor)
Campionati spagnoli, Americana (con David Muntaner)
- 2012

4ª prova Coppa del mondo 2011-2012, Corsa a punti (Londra)
Campionati spagnoli, Corsa a punti
Campionati spagnoli, Inseguimento a squadre (con Francisco Martí, David Muntaner e Jaime Muntaner)
Campionati spagnoli, Americana (con David Muntaner)
- 2013

Campionati spagnoli, Scratch
Campionati spagnoli, Inseguimento a squadre (con David Muntaner, Jaime Muntaner e Vicente Pastor)
Campionati spagnoli, Americana (con David Muntaner)
2ª prova Coppa del mondo 2013-2014, Americana (Aguascalientes, con David Muntaner)
- 2014

Challenge Ciclista Mallorca, Omnium
Campionati del mondo, Americana (con David Muntaner)
London Revolution Series, Scratch
London Revolution Series, Americana (con David Muntaner)
Campionati spagnoli, Corsa a punti
Campionati spagnoli, Inseguimento a squadre (con Marc Buades, Jaime Muntaner e Vicente Pastor)
- 2015

Campionati spagnoli, Corsa a punti
Campionati spagnoli, Inseguimento a squadre (con Xavier Cañellas, David Muntaner e Jaime Muntaner)
Campionati europei, Americana (con Sebastián Mora)
- 2016

Sei giorni di Rotterdam (con Sebastián Mora)
Campionati spagnoli, Inseguimento individuale
Campionati spagnoli, Scratch
Campionati spagnoli, Americana (con Xavier Cañellas)
Campionati europei, Americana (con Sebastián Mora)
Campionati europei, Omnium
1ª prova Coppa del mondo 2016-2017, Americana (Glasgow, con Sebastián Mora)
- 2017

Campionati spagnoli, Inseguimento individuale
Campionati spagnoli, Scratch
Campionati spagnoli, Corsa a punti
Campionati spagnoli, Americana (con Xavier Cañellas)
Campionati europei, Omnium
- 2018

Sei giorni di Maiorca (con Sebastián Mora)
Campionati spagnoli, Scratch
1ª prova Coppa del mondo 2018-2019, Omnium (Saint-Quentin-en-Yvelines)
- 2019

Campionati spagnoli, Omnium
Campionati spagnoli, Inseguimento individuale
Campionati spagnoli, Scratch
Campionati spagnoli, Corsa a punti
Campionati spagnoli, Americana (con Xavier Cañellas)
- 2020

Campionati europei, Americana (con Sebastián Mora)
- 2023

Gipuzkoa Sari Nagusia, Americana (con Sebastián Mora)
Gipuzkoa Pista Saria, Americana (con Sebastián Mora)
Campionati spagnoli, Scratch
Campionati spagnoli, Corsa a punti

### Strada
- 2008 (Juniores)

Campionati spagnoli, Prova in linea Juniores
- 2010

Campionati spagnoli, Prova in linea Under-23
- 2013

Trofeo Santa Quiteria
Memorial Luis Muñoz
Gran Premio Sant Pere
- 2017 (Inteja Dominican Cycling Team, una vittoria)

2ª tappa Vuelta Independencia Nacional (Villa Altagracia > Villa Altagracia)

#### Altri successi
- 2017 (Inteja Dominican Cycling Team)

Classifica a punti Vuelta Independencia Nacional

## Piazzamenti

### Grandi Giri
- Giro d'Italia

2020: 106º
2021: 138º
2023: 121º
2024: 68º
2025: 127º
- Tour de France

2022: 133º

### Classiche monumento
- Milano-Sanremo

2021: 144º
- Giro delle Fiandre

2024: ritirato
2025: ritirato
- Parigi-Roubaix

2022: ritirato
2025: ritirato

### Competizioni mondiali
- Campionati del mondo su pista

Pruszków 2009 - Omnium: 8º
Ballerup 2010 - Inseguimento individuale: 18º
Melbourne 2012 - Inseguimento a squadre: 5º
Melbourne 2012 - Americana: 5º
Minsk 2013 - Americana: 2º
Minsk 2013 - Scratch: 10º
Cali 2014 - Americana: vincitore
Cali 2014 - Inseguimento a squadre: 5º
Saint-Quentin-en-Yvelines 2015 - Scratch: 2º
Saint-Quentin-en-Yvelines 2015 - Americana: 4º
Saint-Quentin-en-Yvelines 2015 - Inseguimento a squadre: 10º
Londra 2016 - Americana: 3º
Hong Kong 2017 - Inseguimento a squadre: 13º
Hong Kong 2017 - Omnium: 3º
Hong Kong 2017 - Americana: 7º
Apeldoorn 2018 - Omnium: 13º
Apeldoorn 2018 - Americana: 2º
Pruszków 2019 - Omnium: 6º
Pruszków 2019 - Americana: 5º
Berlino 2020 - Americana: 10º
Glasgow 2023 - Scratch : 15º
Glasgow 2023 - Corsa a punti: 2º
Glasgow 2023 - Americana: 8º
- Giochi olimpici

Londra 2012 - Inseguimento a squadre: 6º
Tokyo 2020 - Omnium: 10º
Tokyo 2020 - Americana: 6º
Parigi 2024 - Omnium: 4º
Parigi 2024 - Americana: 8º
- Campionati del mondo su strada

Aguascalientes 2007 - Cronometro Junior: 24º
Città del Capo 2008 - Cronometro Junior: 11º
Città del Capo 2008 - In linea Junior: 89º
Ponferrada 2014 - Cronosquadre: 29º

### Competizioni europee
- Campionati europei su pista

Pruszków 2008 - Inseguimento individuale Juniores: vincitore
Minsk 2009 - Scratch Under-23: 3º
Anadia 2011 - Inseguimento individuale Under-23: 3º
Anadia 2011 - Americana Under-23: 8º
Apeldoorn 2011 - Americana: 6º
Anadia 2012 - Corsa a punti Under-23: 5º
Anadia 2012 - Inseguimento individuale Under-23: 2º
Anadia 2012 - Scratch Under-23: 10º
Anadia 2012 - Americana Under-23: 3º
Apeldoorn 2013 - Americana: 2º
Baie-Mahault 2014 - Americana: 5º
Grenchen 2015 - Americana: vincitore
St. Quentin-en-Yv. 2016 - Omnium: vincitore
St. Quentin-en-Yv. 2016 - Americana: vincitore
Berlino 2017 - Omnium: vincitore
Berlino 2017 - Americana: 5º
Glasgow 2018 - Omnium: 7º
Glasgow 2018 - Americana: 4º
Apeldoorn 2019 - Omnium: 4º
Apeldoorn 2019 - Americana: 5º
Plovdiv 2020 - Omnium: 6º
Plovdiv 2020 - Americana: vincitrice
Monaco di Baviera 2022 - Inseguimento a squadre: 9º
Monaco di Baviera 2022 - Scratch: 11º
Monaco di Baviera 2022 - Corsa a punti: 7º
Monaco di Baviera 2022 - Americana: 5º
Grenchen 2023 - Scratch: 7º
Grenchen 2023 - Corsa a punti: 2º
Grenchen 2023 - Americana: 8º
Apeldoorn 2024 - Americana: 10º
Apeldoorn 2024 - Omnium: 11º
- Campionati europei su strada

Sofia 2007 - Cronometro Junior: 20°
Stresa 2008 - Cronometro Junior: 16°
Ankara 2010 - Cronometro Under-23: 24°
Ankara 2010 - In linea Under-23: 18°